# Yalu (Papua Nova Guiné)
Yalu é uma vila no vale de Markham da Província de Morobe, Papua-Nova Guiné. Encontra-se ao longo da Highlands Highway 21,5 quilômetros (13,4 mi) ao noroeste de Lae, 7 km (4,3 mi) ao sudeste de Nadzab.